# Tabapuã
Tabapuã é um município brasileiro do estado de São Paulo. A cidade tem uma população de 11.363 habitantes (IBGE/2010). Tabapuã pertence à Microrregião de Catanduva.

## Toponímia
Segundo Teodoro Fernandes Sampaio Tabapuã provém do tupi: Taba = aldeia, reunião de ócas ou casas e, Puã (Puá) = redondo, portanto, Aldeia Redonda.

## História
Na segunda metade do século XIX, surgiram os primeiros registros do desbravamento da área, que passou a ser denominada de Rancharia, entre os rios São Domingos e Turvo, e às margens do córrego Limeira, afluente deste último, devido à construção de um abrigo para o pouso dos tropeiros que viajavam pela região.
Com a construção da estrada imperial do Taboado, no fim do século XIX, que saia de Jaboticabal,
passava nas proximidades do primitivo núcleo de Rancharia e se dirigia a São José do Rio Preto, até a barranca do Rio Paraná, quase na confluência dos rios Grande e Parnaíba, a ocupação deslocou-se para as margens da estrada, passando a dominar as terras de São Lourenço do Turvo e São Domingos.
João Maurício Ferreira é considerado o fundador da cidade pois doou 40 (quarenta) alqueires de suas terras à Diocese de São Carlos, área onde foi construída a capela pioneira (1906) de Nossa Senhora dos Remédios, padroeira da cidade e, em seu entorno surgiram os nove quarteirões iniciais, incluindo a atual Praça César Carvalho.
Em 22 de agosto de 1907, através da Lei Estadual nº 1075, foi criado o Distrito de Paz de Tabapuã, subordinado ao município de Monte Alto, sendo o limite norte deste.
Em 27 de novembro de 1919, através da Lei Estadual nº 1662, Tabapuã é elevada a categoria de município, desmembrado do município de Monte Alto. Sua instalação ocorreu em 7 de março de 1920.
Em 1933, o município de Tabapuã era constituído de 2 distritos: Tabapuã e Ibarra.
Através do Decreto Estadual nº 9775, de 30 de dezembro de 1938, o município de Tabapuã recebeu o distrito de Novais do município de Catanduva e cedeu o território do extinto distrito de Ibarra para o novo distrito de Catiguá, no município de Catanduva.
Através da Lei Estadual nº 7664, de 30 de dezembro de 1991, o distrito de Novais é desmembrado do município de Tabapuã, permanecendo este apenas com o distrito sede.

## Geografia
Localiza-se a uma latitude 20º57'51" sul e a uma longitude 49º01'54" oeste, estando a uma altitude de 516 metros.

### Hidrografia
- Rio da Onça
- Rio Turvo
- Rio São Domingos
- Rio Limeira

### Rodovias
- SP-310

## Demografia
Dados do Censo - 2010
População total: 11.363
- Urbana: 10.519
- Rural: 844
- Homens: 5.745[7]
- Mulheres: 5.618

Densidade demográfica (hab./km²): 32,88

## Política e administração
- Prefeito:  SILVIO CESAR SARTORELLO (PTB) (2021/2024)
- Vice-prefeito: ADILSON OLIVIO (DEM)
- Presidente da Câmara Municipal: FABRICIO MONTES DE MATTOS (PTB) - BIÊNIO 2021/2022

## Infraestrutura

### Comunicações
O sistema de telefones automáticos foi inaugurado na cidade em 1974 pela Telecomunicações de São Paulo (TELESP), que também implantou o sistema de discagem direta à distância (DDD) em 1982 com o código de área (0175). Anteriormente a cidade era atendida pela Cia. Telefônica Rio Preto, empresa administrada pela Companhia Telefônica Brasileira (CTB).
Na década de 90 o código DDD da cidade foi alterado para (017), para padronização do sistema telefônico com a telefonia celular que estava sendo implantada em todo o estado.

## Religião
O Cristianismo se faz presente na cidade da seguinte forma:

### Igreja Católica
- A igreja faz parte da Diocese de Catanduva.[14]

### Igrejas Evangélicas
- Assembleia de Deus Ministério do Belém.[15][16]
- Congregação Cristã no Brasil.[17]